# Mango de Florida
El mango de Florida (en inglés, Florida Panhandle; traducción literal en español, mango de sartén de Florida) es un término informal y no oficial con el que se designa a la parte más noroccidental del estado estadounidense de Florida. Su nombre viene por su similitud con el mango de una sartén. Consiste en los siguientes 18 condados: Bay, Calhoun, Escambia, Gulf, Holmes, Jackson, Okaloosa, Santa Rosa, Walton, Washington, Franklin, Gadsden, Jefferson, Leon, Liberty, Madison, Taylor y Wakulla.
El mango de Florida tiene unos 320 km de largo y de 80 a 160 km de ancho, y limita con al oeste y norte con Alabama, también al norte con Georgia, al este con el resto del estado de Florida y al sur con el golfo de México. Históricamente formó parte de la Florida española, luego, de la antigua colonia de Florida Occidental británica (1763-1783), que volvió a manos españolas con el nombre de Florida Occidental (1783-1821), ambas incluyendo la actual Florida al oeste del río Apalachicola, así como porciones de Alabama, Misisipi y Luisiana.
La ciudad más poblada de la región es Tallahassee, la capital estatal, con una población de 189 000 habs. en 2014. Sin embargo, el área metropolitana más poblada es la de Pensacola, con una población cercana al medio millón de habitantes. La población total de la región es de 1 400 000 habs. (2010), lo que supone un 7,5 % de la población estatal en el mismo censo.

## Historia

### SigloXIX
En este siglo, la región estaba poco poblada, tan solo había comunidades agrarias de no más de mil habitantes. Por la falta de trabajo y oportunidades muchos de ellos emigraron hacia Alabama; era más sencillo viajar hacia el norte, que hacia el este, ya que en esta dirección tenían que atravesar lagunas y densos bosques de pinos. Además, sentimentalmente, los residentes de esta región sentían que tenían más en común con sus vecinos del norte, que con los de la península de Florida, a miles de kilómetros.
En este siglo, Pensacola era la única ciudad, con una población de unos 3000 habitantes.

### SigloXX
En el último cuarto de este siglo, muchos huracanes han afectado directamente a la región, causando daños significativos. Los más dañinos han sido el huracán Eloisa (1975), el Kate (1985), y los huracanes Erin y Opal (ambos en 1995).

### SigloXXI
La región sigue sufriendo el acoso de los huracanes, como el Iván (2004) y Dennis (2005).

## Ciudades

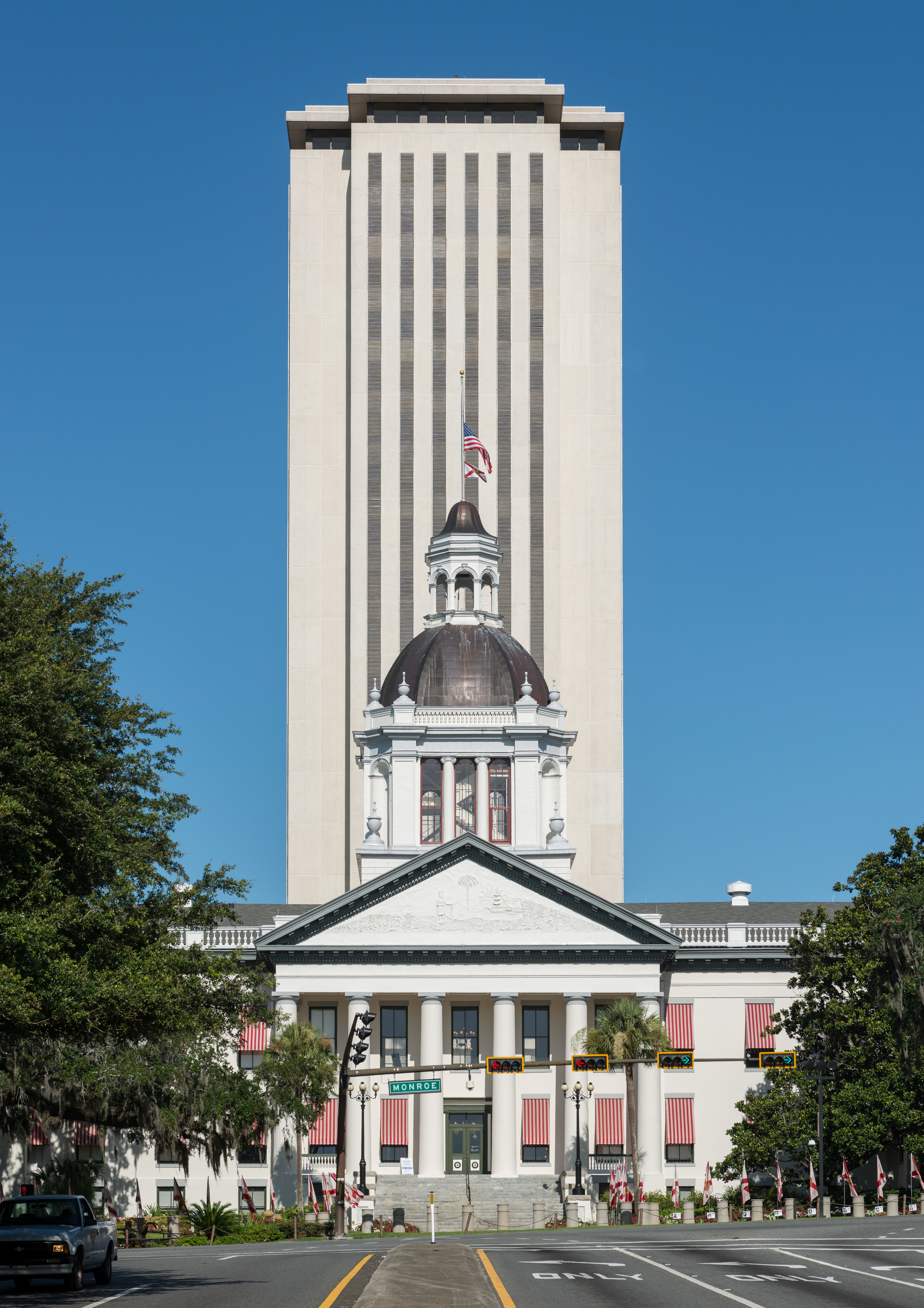
Capitolio del estado, Tallahassee

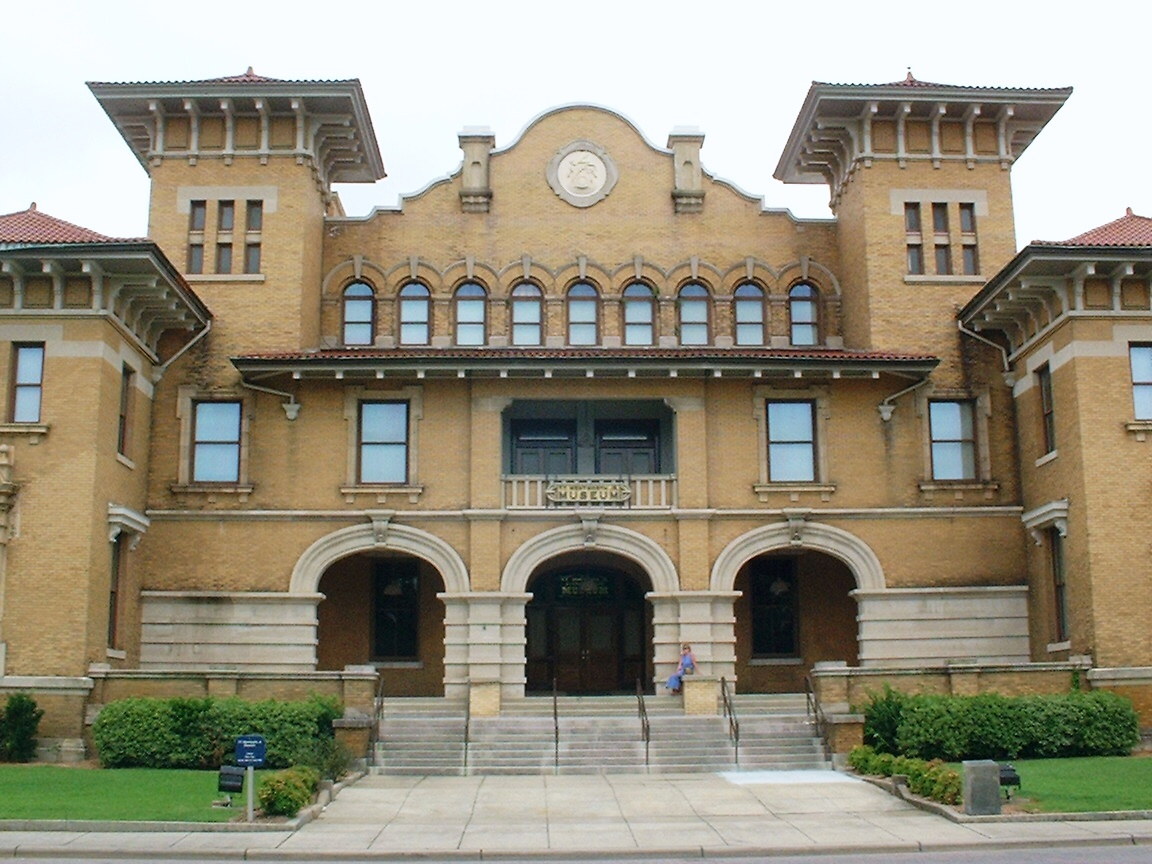
Museo en Pensacola

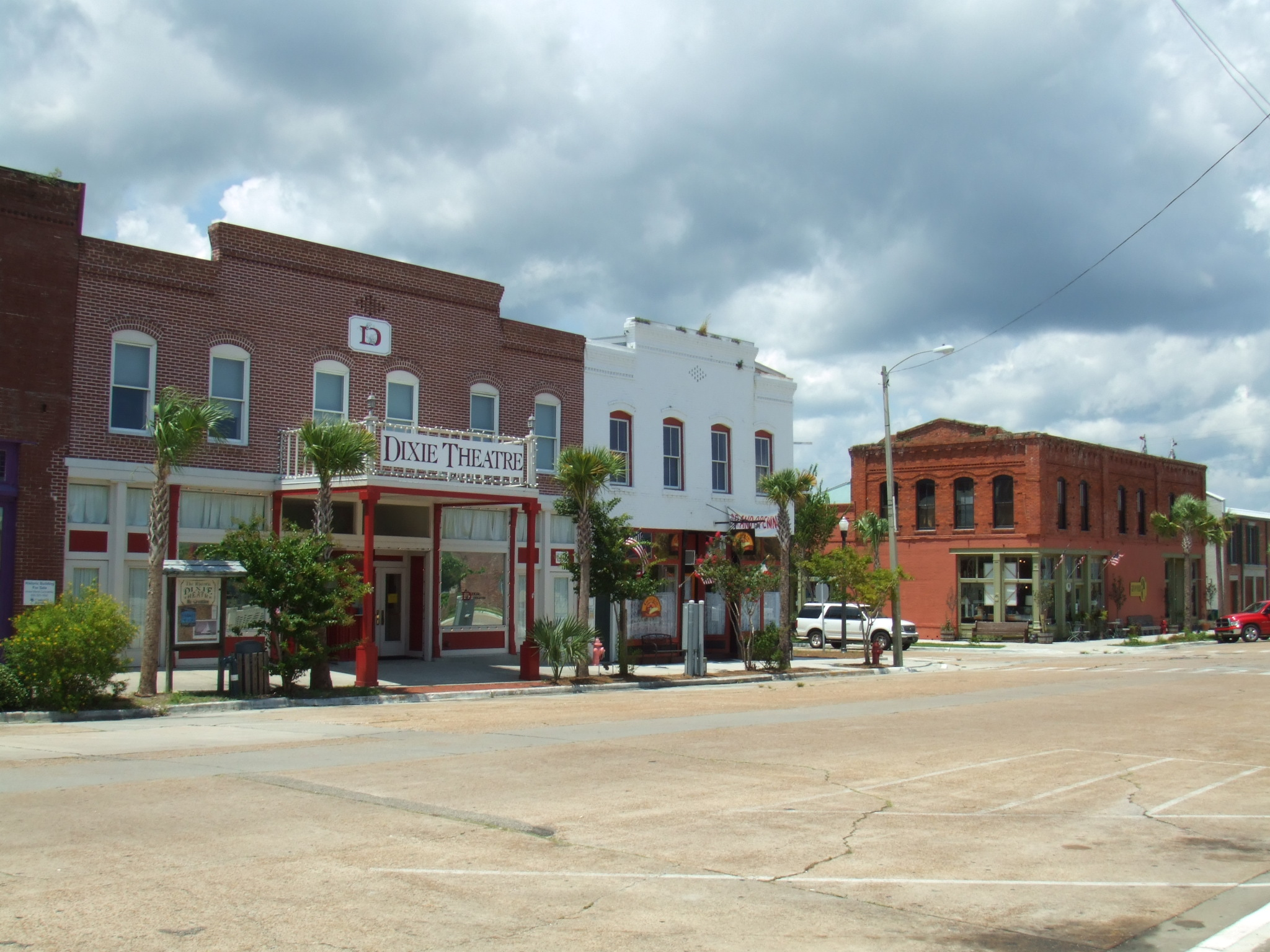
Centro de Apalachicola

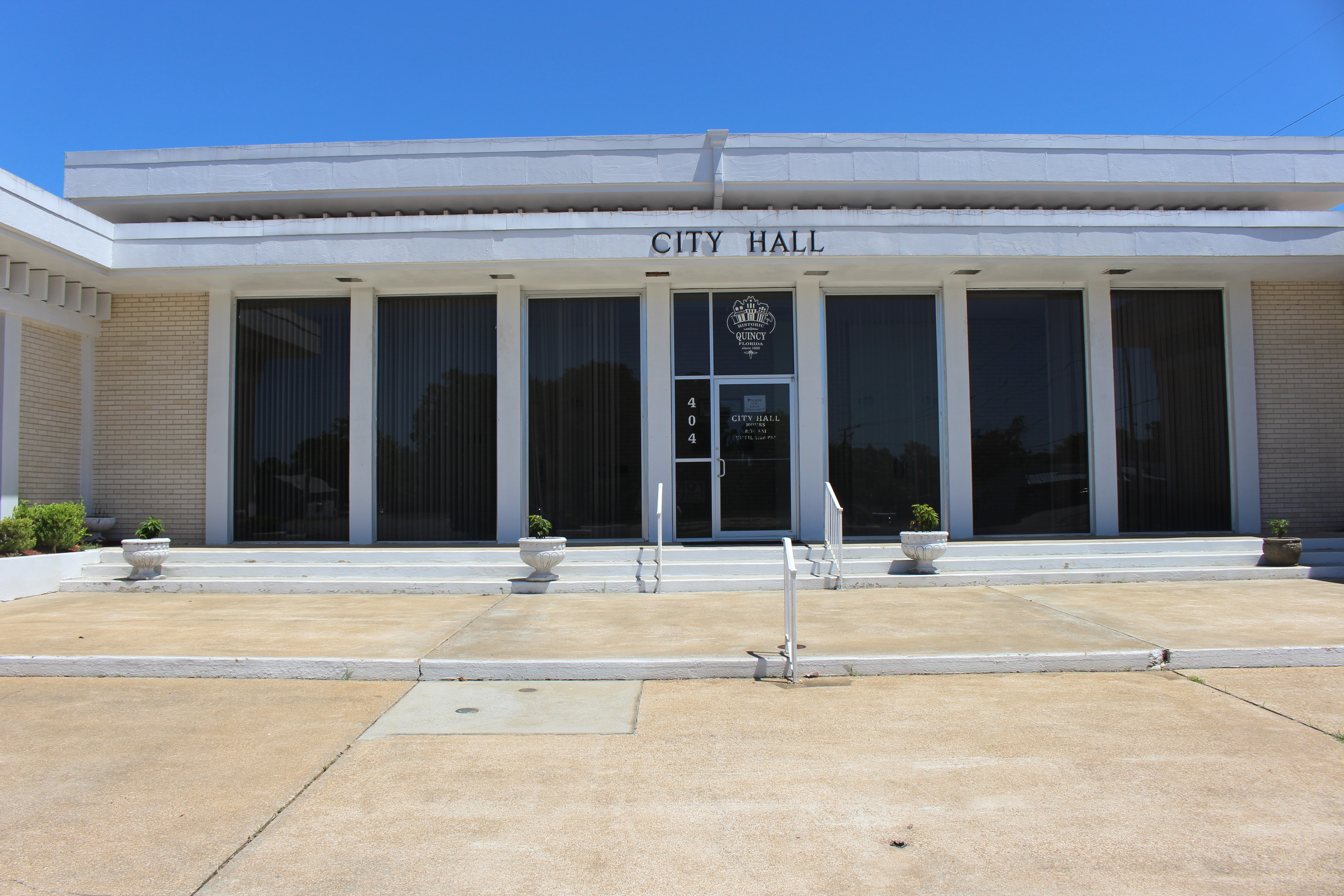
Ayuntamiento de Quincy

- Apalachicola
- Blountstown
- Bonifay
- Callaway
- Carrabelle
- Cedar Grove
- Chipley
- Crestview
- DeFuniak Springs
- Destin
- Fort Walton Beach
- Gulf Breeze
- Lynn Haven
- Marianna
- Milton
- Navarre
- Niceville
- Panama City
- Panama City Beach
- Pensacola
- Quincy
- Springfield
- Tallahassee
- Valparaiso